# (501546) 2014 JJ80
(501546) 2014 JJ80 est un transneptunien du disque des objets épars. 
Son diamètre est estimé à environ 320 km, ce qui pourrait le qualifier comme candidat au statut de planète naine.